# 帕西格里尼
帕西格里尼（法語：Passy-Grigny，法語發音：[pasi ɡʁiɲi]）是法国马恩省的一个市镇，属于兰斯区。

## 地理
帕西格里尼（49°7'34"N, 3°40'42"E）面积11.99 平方千米，位于法国大東部大區马恩省，该省份为法国东北部内陆省份，北起阿登省，西北接埃纳省，西南接塞纳-马恩省，南至奥布省，东南接上马恩省，东临默兹省。
与帕西格里尼接壤的市镇（或旧市镇、城区）包括：维莱阿格龙-艾吉济、昂特奈、尚瓦西、圣热姆、旺迪耶尔、韦尔讷伊。

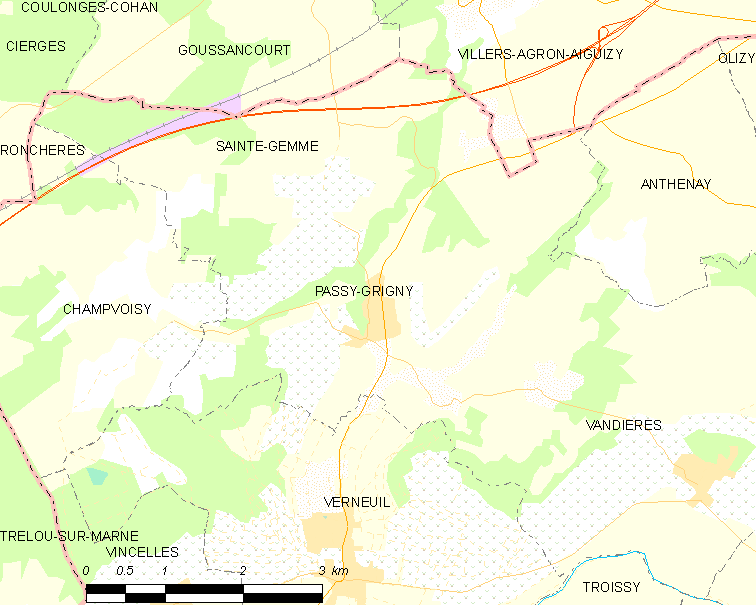
帕西格里尼的OSM定位图

帕西格里尼的时区为UTC+01:00、UTC+02:00（夏令时）。

## 行政
帕西格里尼的邮政编码为51700，INSEE市镇编码为51425。

## 政治
帕西格里尼所属的省级选区为多尔芒-香槟景县。

## 人口

1962-2008年间帕西格里尼人口变化图示

帕西格里尼于2022年1月1日时的人口数量为373人。